# Ото Толнаи
Ото Толнаи (мађ. Tolnai Ottó; Кањижа, 5. јул 1940 — 27. март 2025) био је савремени југословенски и мађарски писац, уредник, књижевни преводилац.

## Биографија
Ото Толнаи је рођен 1940. године у Кањижи, у Дунавској бановини. Гимназију је похађао у Сенти. Студирао је филозофију на универзитетима у Новом Саду и Загребу. Од 1969. био је главни уредник часописа за културу „Új Szimposion“, а од 1992. године часописа „Ex Szimposion“. Толнаи је био последњи председник Друштва књижевника Југославије 1990. године.
Условно је осуђен 1972. године као одговорни уредник, због објављивања текстова који су инкримисани као непријатељска пропаганда. Био је уредник литерарних емисија и ликовни критичар у редакцији програма Радио Новог Сада на мађарском језику до пензионисања, 1994. године.
Толнаијева дела су превођена на српски, пољски, словеначки и немачки језик.
Преминуо је 27. марта 2025. године.

## Признања
Толнаи је добитник неколико награда, као што су:
- Награда "Сирмаи", 1988.
- Награда "Порука", 1991.
- Књига године, 1992.
- Награда Андре Ади, 1993.
- Награда Тибор Дери, 1995.
- Награда Шандор Вереш, 1999.
- Златна медаља председника Републике Мађарске 2000.
- Награда "Миклош Радноти", 2000.
- Награда за паралелне културе, 2001.
- Награда за мађарску књижевност, 2005.
- Кошутова награда, 2007.

Године 1998. изабран је за члана Мађарске академије књижевности и уметности као и Мађарске дигиталне академије.